# Киприан Пулакос
Киприанос или Киприан (на гръцки: Κυπριανός) е гръцки духовник.

## Биография
Роден е Скифяника на Мани със светското име Пулакос (Πουλάκος). Завършва Богословския факултет на Атинския университет в 1923 г. Служи като протосингел в Илийската митрополия (1928-1931), проповедник в Паронаксийската митрополия (1931-1935) и военен свещеник (1935-1951). От 1946 г. до 1951 г. е директор на религиозната служба към армията. На 30 септември 1951 г. е ръкоположен за йерисовски, светогорски и ардамерски митрополит. На 3 февруари 1959 г. е избран за монемвасийски и спартански митрополит. През 1970 г. напуска активна служба и умира на 3 септември 1975 г.